# Brychius
Brychius – rodzaj wodnych chrząszczy z rodziny flisakowatych.

## Morfologia
Ciało o kształcie wydłużonym, gładkie i słabo błyszczące. Ostatni człon głaszczków szczękowych krótszy i znacząco węższy od przedostatniego. Przedplecze o bokach niemal równoległych, z bruzdą boczną sięgającą do połowy długości, drobno punktowane. Pokrywy z podłużnymi żeberkami, rzędami dołeczkowatych punktów i drobniejszymi punktami między nimi. Zabiodrze o płytkach nieobrzeżonych. Ostatni sternit odwłoka ostro zakończony i opatrzony bruzdą. Odnóża długie i smukłe. Tylne golenie bez rzędu szczecinek na wewnętrznej powierzchni.

## Rozprzestrzenienie
Rodzaj zamieszkuje Amerykę Północną, Europę i Syberię. W Polsce występuje tylko B.elevatus

## Taksonomia
Takson ten wprowadzony został w 1859 roku przez Carla Gustafa Thomsona. Gatunkiem typowym wyznaczono Dytiscus elevates, opisanego w 1793 roku przez Georga Wolfganga Franza Panzera.
Do rodzaju tego należy 7 gatunków, w tym:
- Brychius elevatus (Panzer, 1793)
- Brychius glabratus (Villa et Villa, 1835)
- Brychius hornii Crotch, 1873
- Brychius hungerfordi Spangler, 1954
- Brychius pacificus Carr, 1928